# Mateusz Śniegocki
Mateusz Śniegocki (* 3. Januar 1985 in Posen) ist ein polnischer Poolbillardspieler. Er wurde 2013 Europameister in der Disziplin 10-Ball.

## Karriere

### Einzel
Mateusz Śniegocki begann 1999 mit dem Billardspielen. Bei der Jugendeuropameisterschaft gewann er drei Medaillen in Einzelwettbewerben. 2001 wurde er Vizeeuropameister der Schüler im 9-Ball. 2002 wurde er im Finale gegen Vilmos Földes Junioreneuropameister im 9-Ball und Dritter im 8-Ball-Wettbewerb der Junioren. Zudem wurde er 2001 mit der polnischen Schülermannschaft Vizeeuropameister und 2002 mit der Juniorenmannschaft Europameister.
Im November 2002 gewann er mit dem dritten Platz im 14/1-endlos-Wettbewerb seine erste Medaille bei der polnischen Meisterschaft der Herren. Ein Jahr später erreichte er das Finale im 14/1 endlos und verlor dort gegen Karol Skowerski. 2005 gewann er im 9-Ball durch einen Finalsieg gegen Michał Lichodziejewski seinen ersten nationalen Meistertitel bei den Herren. Bei der polnischen Meisterschaft 2006 gewann er die Titel in den Disziplinen 8-Ball und 9-Ball.
Im Juli 2008 gewann er bei den Austrian Open seine erste Euro-Tour-Medaille; er erreichte das Halbfinale und unterlag dort dem Engländer Imran Majid mit 3:9. Bei der Europameisterschaft 2008 gelangte er beim 9-Ball-Wettbewerb ins Achtelfinale und schied dort ebenfalls gegen Majid aus. Bei seiner ersten Teilnahme an einer Weltmeisterschaft der Herren, bei der 10-Ball-WM 2008, schied er in der Vorrunde aus.
Bei der EM 2009 erreichte Śniegocki in den Disziplinen 14/1 endlos und 9-Ball das Achtelfinale. Bei den Netherlands Open 2009 verlor er im Halbfinale gegen den späteren Turniersieger Oliver Ortmann. Bei der 10-Ball-Weltmeisterschaft 2009 schied er sieglos in der Vorrunde aus. Im Dezember 2009 gewann er mit dem dritten Platz bei den Costa del Sol Open seine dritte Euro-Tour-Medaille. Wenige Tage später wurde er durch einen Finalsieg gegen Mariusz Skoneczny polnischer Meister im 9-Ball sowie Vizemeister in den Disziplinen 8-Ball und 10-Ball.
Im März 2010 gewann Śniegocki bei der Europameisterschaft seiner ersten Medaille. Er erreichte beim 9-Ball-Wettbewerb das Finale und unterlag dort dem Deutschen Ralf Souquet nur knapp mit 8:9. Bei der 8-Ball-WM 2010 schaffte er es in die Runde der letzten 32, in der er jedoch gegen Andreas Roschkowsky verlor. Wenige Tage später zog er bei den Italy Open erstmals ins Finale eines Euro-Tour-Turniers ein, in dem er sich Daryl Peach mit 7:9 geschlagen geben musste. 2011 gewann er die Bronzemedaille bei den Austria Open und den polnischen Meistertitel im 9-Ball.
Im Juni 2012 gelang Śniegocki erstmals der Einzug in die Finalrunde der 9-Ball-Weltmeisterschaft. In der Runde der letzten 64 schied er mit 5:11 gegen den späteren Weltmeister Darren Appleton aus. 2012 wurde er erstmals für das World Pool Masters nominiert. Bei dem im Oktober 2012 in Kielce ausgetragenen Turnier erreichte er nach Siegen gegen Ralf Souquet, Alex Pagulayan und Dennis Orcollo das Finale, in dem er mit 6:8 gegen Karol Skowerski verlor.
Bei der Europameisterschaft 2013 gewann Śniegocki, der zuletzt 2010 an der EM teilgenommen hatte, drei Medaillen. Nachdem er im 14/1-endlos-Wettbewerb in der Runde der letzten 32 ausgeschieden war, gewann er durch einen 8:3-Finalsieg gegen Konstantin Stepanow seinen ersten EM-Titel. Bei den anschließend stattfindenden Wettbewerben im 8-Ball und 9-Ball schied er jeweils im Halbfinale gegen den späteren Europameister aus.
Im August 2013 gewann durch einen 8:6-Finalsieg gegen seinen Landsmann Tomasz Kapłan mit den Bosnia & Herzegovina Open erstmals ein Euro-Tour-Turnier. Bei der 9-Ball-WM 2013 schied er in der Vorrunde aus. Bei der polnischen Meisterschaft 2013 wurde er nach einer Finalniederlage gegen Wojciech Sroczyński Vizemeister im 10-Ball.
Bei der EM 2014 gewann er die Bronzemedaille im 14/1 endlos. Im 8-Ball und 9-Ball erreichte er das Viertelfinale. Zu Beginn des Jahres 2015 schied er bei der 10-Ball-WM sieglos in der Vorrunde aus. Zwei Monate später gewann er durch einen 9:3-Sieg gegen Marcus Chamat die Portugal Open. Bei den China Open 2015 schied er im Achtelfinale gegen den späteren Turniersieger Albin Ouschan aus. Beim World Pool Masters 2015 unterlag er im Achtelfinale dem Engländer Darren Appleton. Im September 2015 erreichte er bei der 9-Ball-WM die Runde der letzten 64.
Bei der Europameisterschaft 2016 gewann Śniegocki die Bronzemedaille im 14/1 endlos, nachdem er im Halbfinale gegen Konstantin Stepanow ausgeschieden war. Im August 2016 erreichte er bei der 9-Ball-Weltmeisterschaft die Runde der letzten 64, in der er ebenfalls gegen Stepanow verlor. Wenige Tage später gelang ihm durch einen 9:4-Sieg gegen Joshua Filler im Finale der Albanian Open sein dritter Turniersieg auf der Euro-Tour. Bei den Kuwait Open 2016 schied er bereits in der Vorrunde aus. Im Dezember 2016 zog er bei der polnischen Meisterschaft zum zehnten Mal in ein Finale ein. Er verlor das Endspiel im 10-Ball jedoch mit 4:7 gegen Radosław Babica.
Die Europameisterschaft 2017 begann für Śniegocki mit drei frühen Niederlagen. Lediglich im 9-Ball erreichte er das Achtelfinale und schied dort gegen Alexander Kazakis aus. Zum ersten Mal seit 2009 blieb er damit bei einer EM-Teilnahme ohne Podestplatzierung im Einzel. Erfolgreicher verliefen für ihn die China Open 2017, bei denen er erstmals ins Viertelfinale einzog, in dem er sich dem Deutschen Thorsten Hohmann mit 6:10 geschlagen geben musste. Beim Kremlin Cup 2017 schied er in der Runde der letzten 32 gegen den späteren Turniersieger David Alcaide aus. Nachdem er auf der Euro-Tour ein Jahr lang nicht mehr über das Sechzehntelfinale hinausgekommen war, erreichte er bei den Klagenfurt Open 2017 das Halbfinale, in dem er dem Rekordsieger Ralf Souquet mit 6:9 unterlag.

### Mannschaft
Ab der Saison 2011/12 spielte Śniegocki beim BV Mörfelden-Walldorf, der zuvor erstmals in die 1. Bundesliga aufgestiegen war. In seiner ersten Saison bei den Hessen wurde er zweimal eingesetzt und gewann dabei alle vier Einzelpartien. In den beiden folgenden Spielzeiten wurde er überwiegend in der Regionalligamannschaft eingesetzt. Nachdem er in der Saison 2012/13 ohne Bundesligaeinsatz geblieben war, war er in der Spielzeit 2013/14 dreimal Teil der ersten Mannschaft und gewann dabei drei seiner sechs Einzelpartien.
Śniegocki nahm bislang sechsmal am World Cup of Pool teil. Bei seinen ersten drei Teilnahmen bildete er gemeinsam mit Radosław Babica das polnische Team. Nachdem sie 2007 in der ersten Runde ausgeschieden waren, unterlagen sie 2008 im Achtelfinale den Deutschen Ralf Souquet und Thomas Engert. 2009 schafften sie es ins Viertelfinale, in dem sie gegen die Philippiner Ronato Alcano und Dennis Orcollo verloren. 2014 erreichte er gemeinsam mit Karol Skowerski das Achtelfinale, 2015 und 2017 gelangte er mit Wojciech Szewczyk in die Runde der letzten 16.
Bei der Team-Weltmeisterschaft war er bislang dreimal Teil der polnischen Mannschaft. Dabei erreichte er 2010 und 2014 das Viertelfinale und 2012 das Achtelfinale. Bei der EM 2017 wurde er mit der polnischen Nationalmannschaft Dritter.

### Karambolage
Im Juli 2017 nahm er zum ersten Mal an den World Games teil, die in diesem Jahr in Breslau stattfanden. Beim Dreiband-Wettbewerb erhielt er kurz vor Turnierbeginn den Startplatz des früheren Weltmeisters Choi Sung-won, der seine Teilnahme absagte. In seinem Erstrundenmatch musste sich Śniegocki dem Amerikaner Pedro Piedrabuena mit 10:40 geschlagen geben.

## Erfolge
- 9-Ball-Junioreneuropameister: 2002
- Polnischer 9-Ball-Meister: 2005, 2006, 2009, 2011
- Polnischer 8-Ball-Meister: 2006
- 10-Ball-Europameister: 2013
- Bosnia & Herzegovina Open: 2013
- Portugal Open: 2015
- Albanian Open: 2016